# Лаврентьев, Евгений Александрович
Евгений Александрович Лаврентьев (род. 6 сентября 1972, Москва, РСФСР, СССР) — российский кинорежиссёр, сценарист и продюсер.

## Биография
Евгений Лаврентьев родился 6 сентября 1972 года в Москве. 
Окончил экономический факультет МГУ в 1994 году, затем Высшие курсы сценаристов и режиссёров в 1998 году. Работал режиссёром в телекомпании ТВ Центр. 
В 1998—1999 годах — продюсер рекламного отдела MTV Россия. 
В 2000 году дебютировал в большом кино фильмом «Афера», поставленным по собственному сценарию. 
В 2004 году Лаврентьев завершил постановку одного из первых крупнобюджетных остросюжетных современных отечественных фильмов «Личный номер».

## Фильмография

### Режиссёрские работы
- 2001 — Афера
- 2004 — Личный номер
- 2005 — Мечтать не вредно
- 2007 — Танцуй…
- 2007 — Родные и близкие
- 2008 — 9 мая. Личное отношение (новелла «Трепет»)
- 2009 — Барвиха
- 2011 — Амазонки
- 2013 — Чёрные кошки
- 2014 — Роковое наследство
- 2016 — Карина Красная
- 2018 — На краю
- 2021 — Частная жизнь
- 2023 — Берлинская жара

### Сценарии
- 2004 — Личный номер
- 2005 — Мечтать не вредно
- 2007 — Родные и близкие
- 2014 — Роковое наследство

### Продюсер
- 2014 — Роковое наследство

## Награды
- Премия ФСБ России (номинация «Кино- и телефильмы», поощрительный диплом, 2006) — за художественный фильм «Личный номер».